# 湯浅治久
湯浅 治久（ゆあさ はるひさ、1960年 - ）は、日本史学者。専修大学教授。日本中世史の地域社会のあり方を研究の主な専門としている。

## 来歴
千葉県生まれ。1985年、明治大学大学院博士前期課程修了。2002年「中世後期の地域社会構造と在地領主 「武家領」からの地域社会形成史序説」で明大博士（史学）。市川市立歴史博物館学芸員を経て、2013年4月より専修大学文学部教授。

## 著書
- 『中世後期の地域と在地領主』 吉川弘文館、2002年
- 『中世東国の地域社会史』 岩田書院「中世史研究叢書」、2005年
- 『戦国仏教 中世社会と日蓮宗』 中公新書、2009年／吉川弘文館「読みなおす日本史」、2020年
- 『蒙古合戦と鎌倉幕府の滅亡　動乱の東国史3』 吉川弘文館、2012年
- 『中世の富と権力　寄進する人々』 吉川弘文館「歴史文化ライブラリー」、2020年

| スタブアイコン | サブスタブ | この項目は、まだ閲覧者の調べものの参照としては役立たない、人物に関連した書きかけの項目です。この項目を加筆・訂正などしてくださる協力者を求めています（P:人物伝/PJ:人物伝）。 |